# JaMarcus Russell
JaMarcus Russell (født 9. august 1985 i Mobile, Alabama, USA) er en tidligere amerikansk footballspiller, der spillede i NFL som quarterback for Oakland Raiders fra 2007-2009). Russell kom ind i ligaen i 2007, hvor Raiders valgte ham som den allerførste spiller i årets NFL-draft.
Han regnes i dag for et af største fejlvalg i NFL-draftens historie. 

## Klubber
- 2007-2009: Oakland Raiders